# Susan Nolen-Hoeksema
Susan Nolen-Hoeksema (Springfield, 22 maggio 1959 – New Haven, 2 gennaio 2013) è stata una psicologa e saggista statunitense.

## Biografia

### Attività accademica
Dopo aver conseguito nel 1986 il dottorato in psicologia clinica (relatore Martin Seligman), ha insegnato presso la Stanford University (1986-1995), la University of Michigan (1995-2004) e dal 2004 fino alla sua morte alla Yale University.
È nota a livello internazionale per i suoi studi sulla regolazione delle emozioni, in particolare per avere introdotto un modello teorico che individua nel rimuginio uno dei principali fattori di rischio della depressione. Ed ancora, la sua attività di ricerca ha evidenziato come il rimuginio è un fattore di rischio transdiagnostico, cioè in grado di influenzare l'insorgenza di altri disturbi mentali oltre la depressione, come l'ansia, l'abuso di sostanze e i disturbi dell'alimentazione. Inoltre, ha individuato nella differenza di genere, in particolare quello femminile, un ulteriore fattore di rischio della depressione.

### Attività letteraria
È autrice del best-seller Donne che pensano troppo, tradotto e pubblicato in Italia nel 2023, che oltre a esporre in modo divulgativo il modello teorico del rimuginio, in particolare quello femminile, fornisce strategie per il suo contenimento e per prevenire l'insorgenza di episodi depressivi. 

## Opere
- Susan Nolen-Hoeksema, Atkinson & Hilgardʼs. Introduzione alla psicologia, 2017, ISBN 978-8829928231.

- Susan Nolen-Hoeksema, Donne che pensano troppo, Libreria Pienogiorno, 2023.